# Abseits vom Glück
Abseits vom Glück è un film muto del 1916 diretto e interpretato da Rudolf Biebrach.

## Produzione
Il film fu prodotto dalla Messter Film.

## Distribuzione
Uscì nelle sale cinematografiche tedesche il 19 maggio 1916. In Danimarca, prese il titolo Kun en Gøglerske.